# جوني إرتل
جوني إرتل (بالإنجليزية: Johnny Ertel)‏ مواليد 21 مارس 1897 في المجر - الوفاة 15 أكتوبر 1976، كان ملاكم محترف مجري صنّف ضمن فئة وزن الديك.

## إحصائيات
خاض خلال مسيرته 88 نزالا، فاز في 20 وتعادل في 4 وخسر في 12. فاز بالضربة القاضية في 15 نزالا.

## روابط خارجية
- جوني إرتل على موقع بوكس ريك (الإنجليزية) (registration required)